# Главни тужилац Острва Мен
Главни тужилац Острва Мен је највиши правни савјетник Савјета министара и ex officio члан Законодавног савјета.
Главни тужилац је краљевски службеник, не члан Владе. Њега именује британска краљица на предлог државног секретара правде Уједињеног Краљевства.